# Дългоклюна стенела
Дългоклюната стенела (Stenella longirostris) е вид малък бозайник от семейство Делфинови (Delphinidae).

## Разпространение
Видът е разпространен в крайбрежните тропически води по целия свят.